# Holsten-mellemistiden
Holsten-mellemistiden (tidligere stavet Holstein) i Nordeuropa (analog til Hoxnian-mellemistiden i Storbritannien, Yarmouth-mellemistiden i Nordamerika og Mindel-Riss-mellemistiden i Alperne) varede fra ca. 418.000 til 386.000 år siden. Det er i den mellempleistocæne subepoke i den kvartære periode.
Det var en varm periode, og dens aflejringer ligger direkte oven på materialer fra den foregående Elster-istid og under lagene fra den følgende Saaleistid.
Klimaet var varmere end i dag, men der udviklede sig aldrig en dækkende skov. I stedet var landet dækket af skovsteppe – dette bekræftes bl.a. af periodens eneste pattedyrsfund nemlig en knogle af vildhesten Equus ferus. Fra Nordtyskland og Storbritannien kendes spor af dyreliv der minder om det man ser i Eem-mellemistiden.
Den såkaldte Acheuléen-kultur, der tilskrives Homo ergaster, kendes fra Europa fra for ca. 0,5 mio. år siden til for ca. 135.000 år siden. De tidligste spor af menneskets anvendelse af ild kendes fra Europa for ca. 0,4 mio. år siden 

## Fundne fossiler i Danmark
- Vildhest, Equus ferus, Vejby ved Fredericia